# Paweł (Kriwonogow)
Paweł, imię świeckie Igor Wieniaminowicz Kriwonogow (ur. 18 czerwca 1970 r. w Ałapajewsku) – rosyjski biskup prawosławny.

## Życiorys
Do seminarium duchownego w Moskwie wstąpił po odbyciu zasadniczej służby wojskowej. W 1994 r. ukończył naukę w seminarium i w tym samym roku wstąpił jako posłusznik do Ławry Troicko-Siergijewskiej. W latach 1994-1998 kształcił się na Moskiewskiej Akademii Duchownej. Podczas studiów, 13 kwietnia 1995 r., został postrzyżony na mnicha przez namiestnika ławry, archimandrytę Teognosta, przyjmując imię zakonne Paweł na cześć Pawła Apostoła, w soborze Trójcy Świętej w kompleksie monasterskim. 8 października 1997 r. w cerkwi refektarzowej św. Sergiusza z Radoneża przyjął święcenia diakońskie z rąk metropolity krutickiego i kołomieńskiego Juwenaliusza. 17 grudnia 1998 r. w cerkwi św. Jana Rycerza w Moskwie patriarcha moskiewski i całej Rusi Aleksy II udzielił mu święceń kapłańskich. 
W 2001 r. został dziekanem Ławry Troicko-Siergijewskiej. W tym samym roku otrzymał godność ihumena. Trzy lata później podniesiono go do godności archimandryty. 
W 2019 r. Święty Synod Rosyjskiego Kościoła Prawosławnego mianował go namiestnikiem stauropigialnego monasteru św. Sawy Storożewskiego. 27 grudnia 2023 r. został nominowany na biskupa troickiego i jużnouralskiego, jednak namiestnikiem klasztoru pozostał jeszcze do marca roku następnego. 10 marca 2024 r. w soborze Chrystusa Zbawiciela w Moskwie został wyświęcony na biskupa. Chirotonii przewodniczył patriarcha moskiewski i całej Rusi Cyryl.